# 치지직
치지직(영어: CHZZK)은 2024년 5월 9일정식 출시 된 네이버의 비디오 스트리밍 서비스이다.

## 출시 전 정보
네이버와 미팅을 진행한 인터넷 방송인들이 방송을 통해 밝힌 내용과, 관련 인터넷 커뮤니티 등에서 네티즌들이 찾은 상표정보와 언론 기사를 통해 알려졌다. 트위치가 대한민국에서 화질을 720p로 낮추고 VOD 다시보기가 중단을 거듭하다 대한민국에서 서비스를 종료하면서 다른 플랫폼으로 이적해야 하는 고민이 스트리머 사이에서 나오던 와중에 등장했으며, 실제로 많은 트위치 스트리머들이 네이버와 미팅을 진행했다고 밝혔다.
미팅한 인터넷 방송인들의 말에 따르면 트위치와 UI 및 시스템이 상당히 유사하다고 한다. 트위치의 다시보기와 클립 기능이 포함되어 있으며, 1080p 해상도와 4K 송출도 계획하고 있다. 또한, 네이버페이와 연동되는 충전형 후원 시스템이 있으며, 후원 단위는 '치즈'로 설정되어 있다.
2023년 12월 8일 정보기술 업계에 따르면 트위치는 전날 네이버 측과 업무 만남을 갖고, 네이버가 오는 19일 출시 예정인 게임 스트리밍 플랫폼 ‘치지직(CHZZK)’에 자사의 스트리머들을 이관할 방안에 대해 논의한 것으로 알려졌다.

## 베타 테스트

### 타임라인
2023년 12월 5일부터 8일까지 사내 리그 오브 레전드 대항전 중계 등을 통해 내부 테스트를 진행했다. 이 행사에 정노철, 네클릿, 강퀴가 해설을 맡았다.
12월 6일, 공식적으로 베타테스터를 모집하는 공고를 게시했다.
모바일 앱은 기존 네이버 게임 앱이 스트리밍 기능이 추가되면서 '치지직(CHZZK)'으로 바뀌었다.
2024년 5월 2일 그리드 시스템을 도입했다.

### 특징
- 베타테스트 시점, 송출은 H.264 코덱에 8000Kbps 비트레이트를 사용한다.
- 스트리머가 차단(밴)한 계정은 해당 스트리머 방에서 채팅을 칠 수 없다. 임시차단은 30초간 지속되며 중복부여가 가능하다. 영구차단될 경우 해당 스트리머에 대한 팔로우가 즉시 해제된다. 동시에 팔로우 버튼이 비활성화되어 팔로우할 수 없다.
- 네이버판 트위치라고 봐도 무방할 정도로 UI의 기본 배치가 트위치와 유사하여 기존의 트위치 이용자들을 수용하기 용이하도록 되어있다.[8]
- 모바일 어플리케이션에서 화면의 특정 부분을 확대할 수 있는 기능이 제공된다.
- 후원 화폐인 치즈를 네이버페이로 결제할 수 있고 쌓은 네이버페이 포인트로도 결제할 수 있다.[9]
- 네이버 카페와 연동 가능[10]
- 테마별 클립 모아서 추천
- PC홈 상단 라이브를 더 잘 볼 수 있도록 UI를 개선함
- 리모컨, 뉴스피드 기능이 개선됨[11]
- 통나무 파워(채널 포인트) 기능 추가[12]

## 같이 보기
- 네이버
- 네이버 카페